# Cischweinfia platychila
Cischweinfia platychila es una especie de orquídea con hábitos de epifita, originaria de  Sudamérica.

## Descripción
Es una orquídea de pequeño tamaño con hábitos de epifita y con  pseudobulbos   lateralmente comprimidos, lineales y oblongos, parcialmente envueltos basalmente por unas pocas vainas, imbricadas, conduplicadas y dísticas que llevan  una sola hoja, apical, oblonga y lineal. Florece en la primavera en una inflorescencia basal de 5 cm de largo, con 1-2  flores, surgidas de un nuevo y maduro pseudobulbo en la axila de la vaina.

## Distribución y hábitat
Se encuentra en Antioquia en Colombia en las elevaciones de alrededor de 1000-1800 metros.

## Taxonomía
Cischweinfia platychila fue descrita por Leslie A. Garay  y publicado en Orquideología; Revista de la Sociedad Colombiana de Orquideología 7: 201. 1972.
Etimología
Cischweinfia: nombre genérico otorgado en honor del botánico estadounidense Charles Schweinfurth.
platychila: epíteto latíno que significa "con labelo largo".
Sinonimia
- Cischweinfia platychila f. palatina Tessmer[1][3][4]